# Marvin Emnes
Marvin Emnes (Rotterdam, 27 maggio 1988) è un ex calciatore olandese, di ruolo attaccante.

## Carriera

### Club

#### Sparta Rotterdam
Emnes fa il suo debutto con lo Sparta Rotterdam nel corso della stagione 2005-06. Rimane allo Sparta fino al termine della stagione 2007-08, nella quale segna otto reti e viene dichiarato giocatore dell'anno dai tifosi

#### Middlesbrough
Il 4 luglio 2008 Emnes firma un contratto quadriennale con il Middlesbrough dopo essere stato ceduto dallo Sparta per 4000000 € (3,2 milioni di sterline). Fa il suo debutto con la nuova squadra il 27 agosto nella partita di Football League Cup contro lo Yeovil Town.
Il 24 gennaio 2009 segna il gol decisivo nella partita di FA Cup contro il Wolverhampton Wanderers terminata 2-1. Fa il suo debutto in Premier League l'11 maggio nella sconfitta per 3-1 contro il Newcastle, nella sua successiva partita conteo l'Aston Villa gioca un'ottima partita e viene eletto man of the match. Dopo due ottime partite viene anche eletto "Player of the Weekend".
Segna il suo primo gol in campionato per il Middlesbrough in una partita contro lo Swansea il 15 agosto 2009.

### Nazionale
Nel 2005 Emmnes fa parte della nazionale che raggiunge il terzo posto ai Mondiali Under-17, nei quali segna anche due gol. Emnes vanta anche tre apparizioni nella nazionale olandese under-21 tra il 2007 ed il 2009.